# علي حمه صالح
علي حمه صالح هو سياسي عراقي كردي ونائب ببرلمان إقليم كردستان العراق عن حركة التغيير الكردية.
ولد علي حمه صالح في مدينة دربنديخان في 16 نيسان/أبريل 1984 في محافظة السليمانية. أنهى دراسته الجامعية في جامعة صلاح الدين في محافظة أربيل وحصل على شهادة البكالوريوس في آداب اللغة الكردية. متزوج وله ثلاث أولاد. يسكن في مدينة أربيل ويشغل الآن منصب نائب رئيس لجنة الطاقة والنفط في برلمان إقليم كردستان العراق.[بحاجة لمصدر]